# Дейр-эз-Зор (санджак)
Дейр-эз-Зор, также Зор (тур. Deyr-i-Zor sancağı) — санджак Османской империи. Был образован из части территории Багдадского эялета в 1857 году. Зор иногда упоминается как часть вилайета Алеппо или вилайета Сирия.
Столица санджака — Дейр-эз-Зор, город на правом берегу Евфрата; одновременно самый крупный город территории. В начале 20-го века санджак имел площадь 100 000 км2 и население 100 000 человек, в основном арабских кочевников.

## Административное деление
Казы санджака:
1. Дейр
2. Рас-эль-Айн
3. Асаре
4. Абу-Камаль